# 屠特若尸逐就単于
屠特若尸逐就単于（ととくじゃくしちくしゅうぜんう、拼音：Tútèruòshīzhújiùchányú, ? - 177年）は、中国後漢時代の南匈奴の単于。伊陵尸逐就単于の子。屠特若尸逐就単于というのは称号で、姓は虚連題氏、名は不明。

## 生涯
熹平元年（172年）、伊陵尸逐就単于が薨去すると、屠特若尸逐就単于として即位した。
熹平6年（177年）、屠特若尸逐就単于は護烏桓校尉の夏育・破鮮卑中郎将の田晏・使匈奴中郎将の臧旻らとともに雁門塞から長城の外に出ると、三つに分かれて並行して進み、2千余里を突っ切って鮮卑討伐を行った。鮮卑の檀石槐は配下の部族を指揮して、これを迎え撃ち、臧旻らを大敗させた。この遠征で無事に帰還できた兵馬は十分の一にすぎなかった。この年、屠特若尸逐就単于は薨去し、子の呼徴が立った。

## 参考資料
- 『三国志』（烏丸鮮卑伝）
- 『後漢書』（南匈奴列伝）